# Kreis Bitterfeld
| Basisdaten                                               | Basisdaten                                        |
| -------------------------------------------------------- | ------------------------------------------------- |
| Bezirk der DDR                                           | Halle                                             |
| Kreisstadt                                               | Bitterfeld                                        |
| Fläche                                                   | 454 km² (1989)                                    |
| Einwohner                                                | 126.181 (1989)                                    |
| Bevölkerungsdichte                                       | 278 Einwohner/km² (1989)                          |
| Kfz-Kennzeichen                                          | K und V (1953–1990) KD, KE, VD und VE (1974–1990) |
|                                                          |                                                   |
| Der Kreis Bitterfeld im Bezirk Halle (anklickbare Karte) |                                                   |

Der Kreis Bitterfeld  war ein Landkreis im Bezirk Halle der DDR, der 1952 in der Nachfolge des Landkreises Bitterfeld gegründet wurde und bis 1990 existierte. Der Sitz der Kreisverwaltung befand sich in Bitterfeld.
Von 1990 bis 2007 bestand er als Landkreis Bitterfeld im Land Sachsen-Anhalt fort, bevor er im Landkreis Anhalt-Bitterfeld aufging.

## Geographie

### Lage
Der Kreis Bitterfeld lag nördlich von Leipzig beiderseits der Mulde.

### Nachbarkreise
Der Kreis Bitterfeld grenzte im Uhrzeigersinn im Norden beginnend an den Stadtkreis Dessau und an die Kreise Gräfenhainichen, Eilenburg und Delitzsch (Bezirk Leipzig), Saalkreis und Köthen.

## Geschichte
Bereits seit 1815 existierte in der preußischen Provinz Sachsen ein Landkreis Bitterfeld, der seit 1945 zum Land Sachsen-Anhalt und somit seit 1949 zur DDR gehörte. Am 25. Juli 1952 kam es in der DDR zu einer umfassenden Kreisreform, bei der unter anderem die Länder aufgelöst wurden und durch Bezirke ersetzt wurden. Der Landkreis Bitterfeld gab größere Gebietsteile an die neuen Kreise Gräfenhainichen und Eilenburg ab. Aus dem verbliebenen Teil des Landkreises wurde zusammen mit einigen Gemeinden des alten Landkreises Köthen der Kreis Bitterfeld gebildet. Dieser wurde dem neugebildeten Bezirk Halle zugeordnet.
Zum Kreis Bitterfeld gehörten die folgenden Städte und Gemeinden:
| - Altjeßnitz - Bitterfeld, Stadt - Bobbau - Brehna, Stadt - Brösa 1 - Burgkemnitz - Döbern 2 - Friedersdorf - Glebitzsch - Göttnitz - Greppin - Großzöberitz - Heideloh - Holzweißig - Hoyersdorf 3 - Jeßnitz, Stadt - Lingenau 4 | - Löberitz - Marke - Möst 5 - Mühlbeck - Muldenstein - Niemegk 6 - Petersroda - Plodda - Pouch - Priorau 7 - Quetzdölsdorf - Raguhn, Stadt - Ramsin - Renneritz - Retzau - Reuden - Rödgen | - Rösa - Roitzsch - Salzfurtkapelle - Sandersdorf - Schierau - Schlaitz - Schrenz - Spören - Stumsdorf - Thalheim - Thurland - Tornau vor der Heide - Werben 8 - Wolfen, Stadt - Zörbig, Stadt - Zscherndorf |

Am 17. Mai 1990 wurde der Kreis in Landkreis Bitterfeld umbenannt. Seit der Wiedervereinigung der beiden deutschen Staaten im Oktober 1990 gehört der Landkreis zum wiedergegründeten Land Sachsen-Anhalt.  Bei der zweiten Kreisreform in Sachsen-Anhalt ging er am 1. Juli 2007 im heutigen Landkreis Anhalt-Bitterfeld auf.
Einwohnerentwicklung
| Jahr      | 1960    | 1971    | 1981    | 1989    |
| Einwohner | 140.720 | 138.761 | 129.911 | 126.181 |

## Wirtschaft
Die wichtigsten Wirtschaftszweige im Kreis Bitterfeld waren der Braunkohleabbau mit den Tagebauen Muldenstein und Goitzsche sowie die Chemieindustrie. Bedeutende Betriebe waren unter anderen:
- VEB Chemiekombinat Bitterfeld
- VEB Industrie- und Kraftwerksrohrleitungsbau Bitterfeld
- VEB Fotochemisches Kombinat Wolfen
- VEB Kunststoff- und Textilverarbeitungswerk Pouch

## Verkehr
Durch die Autobahn Berliner Ring–Hirschberg mit den Anschlussstellen Bitterfeld und Halle war der Kreis an das Autobahnnetz der DDR angeschlossen. Dem überregionalen Straßenverkehr dienten außerdem die Fernverkehrsstraßen F 100 Richtung Halle und Wittenberg, die F 183 Richtung Köthen und Bad Düben sowie die F 184 Richtung Dessau und Leipzig.
Im Bahnhof Bitterfeld kreuzten sich die Eisenbahnhauptstrecken Berlin–Halle mit den Bahnhöfen Burgkemnitz, Muldenstein, Roitzsch und Brehna und Dessau–Leipzig mit den Bahnhöfen Marke, Raguhn, Jeßnitz, Wolfen, Greppin und Petersroda. Außerdem existierte eine Nebenbahn von Bitterfeld über Zörbig nach Stumsdorf, die den Kreis mit der Strecke Magdeburg–Halle–Leipzig verband.

## Kfz-Kennzeichen
Nach 1952 erhielten die im Kreis zugelassenen Fahrzeuge Kennzeichen mit dem Anfangsbuchstaben K (wie im gesamten DDR-Bezirk Halle). Später kamen Kennzeichen mit dem Anfangsbuchstaben V hinzu.  Den Kraftfahrzeugen (mit Ausnahme der Motorräder) und Anhängern wurden von etwa 1974 bis Ende 1990 dreibuchstabige Unterscheidungszeichen, die mit den Buchstabenpaaren KD, KE, VD und VE begannen, zugewiesen. Die letzte für Motorräder genutzte Kennzeichenserie war VG 50-01 bis VG 99-99.
Anfang 1991 erhielt der Landkreis das Unterscheidungszeichen BTF.